# Чистец промежуточный
Чистец промежуточный (лат. Stáchys intermedia) — вид многолетних травянистых растений рода Чистец (Stachys) семейства Яснотковые (Lamiaceae).

## Распространение и экология
Распространён в Малой Азии, Иране, на Кавказе.
Растёт по склонам гор, в кустарниках и на горных лугах.

## Ботаническое описание
Стебли ветвистые, высотой 60—100 см.
Нижние листья длиной 6—7 см, шириной 3—4 см, продолговатые, глубоко сердцевидные, округло-зубчатые, на черешках; верхние стеблевые продолговато-яйцевидные, почти сидячие, пильчатые; верхушечные прицветные — продолговато-ланцетные, цельнокрайные.
Соцветие ветвистое, 16—20-цветковые; прицветники линейно-ланцетные, длиной 7—9 мм; чашечка трубчато-колокольчатая; венчик розовый или пурпурный, верхняя губа овальная, нижняя — трёхлопастная.
Орешек овальный, голый.

## Классификация

### Таксономия
Вид Чистец промежуточный входит в род Чистец (Stachys) подсемейства Яснотковые (Lamioideae) семейства Яснотковые (Lamiaceae) порядка Ясноткоцветные (Lamiales).
|  |                                      |  |                                                             |                                                             |                      |  | ещё около 20 семейств (согласно Системе APG II) | ещё около 20 семейств (согласно Системе APG II) |                         |  |  |  | ещё около 35 родов  | ещё около 35 родов       |  |  |
|  |                                      |  |                                                             |                                                             |                      |  | ещё около 20 семейств (согласно Системе APG II) | ещё около 20 семейств (согласно Системе APG II) |                         |  |  |  | ещё около 35 родов  | ещё около 35 родов       |  |  |
|  |                                      |  |                                                             | порядок Ясноткоцветные                                      |                      |  |                                                 |                                                 | подсемейство Яснотковые |  |  |  |                     | вид Чистец промежуточный |  |  |
|  |                                      |  |                                                             | порядок Ясноткоцветные                                      |                      |  |                                                 |                                                 | подсемейство Яснотковые |  |  |  |                     | вид Чистец промежуточный |  |  |
|  | отдел Цветковые, или Покрытосеменные |  |                                                             |                                                             | семейство Яснотковые |  |                                                 |                                                 | род Чистец              |  |  |  |                     |                          |  |  |
|  | отдел Цветковые, или Покрытосеменные |  |                                                             |                                                             |                      |  |                                                 |                                                 |                         |  |  |  |                     |                          |  |  |
|  |                                      |  | ещё 44 порядка цветковых растений (согласно Системе APG II) | ещё 44 порядка цветковых растений (согласно Системе APG II) |                      |  |                                                 | ещё 7 подсемейств                               | ещё 7 подсемейств       |  |  |  | ещё более 300 видов |                          |  |  |
|  |                                      |  |                                                             | ещё 44 порядка цветковых растений (согласно Системе APG II) |                      |  |                                                 |                                                 | ещё 7 подсемейств       |  |  |  |                     |                          |  |  |